# Hönebachtunnel
Der Hönebachtunnel ist ein 983 m langer zweigleisiger Eisenbahntunnel im Verlauf der Bahnstrecke Halle–Bebra (Streckenkilometer 199,390 bis 200,373).

## Geografische Lage
Der Tunnel befindet sich zwischen dem Bahnhof Wildeck-Hönebach und dem Haltepunkt Ronshausen in Hessen. Er unterquert einen nördlichen Ausläufer des Seulingswalds und die Bundesautobahn 4.

## Bauliche Anlage

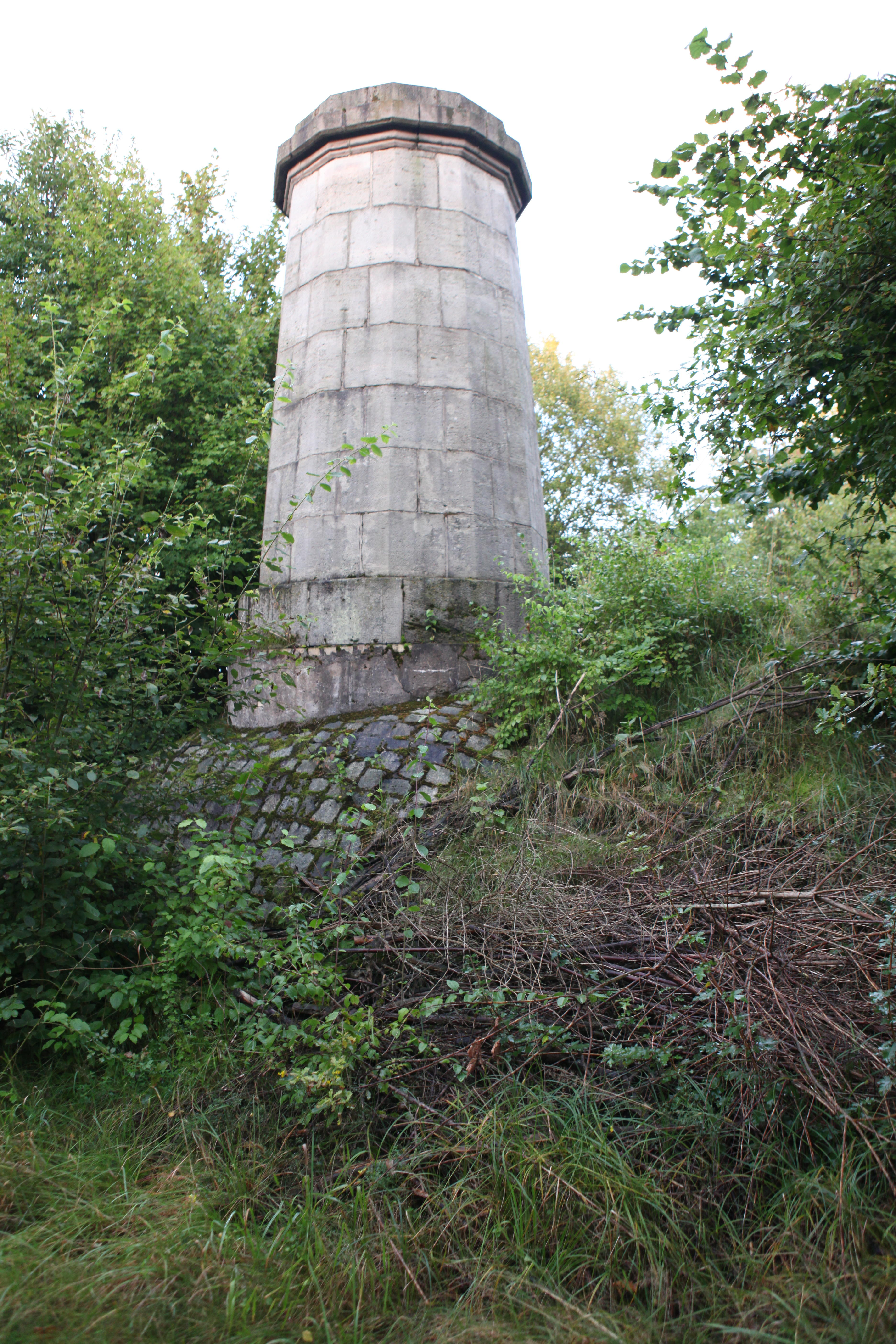
Rauchabzugkamin

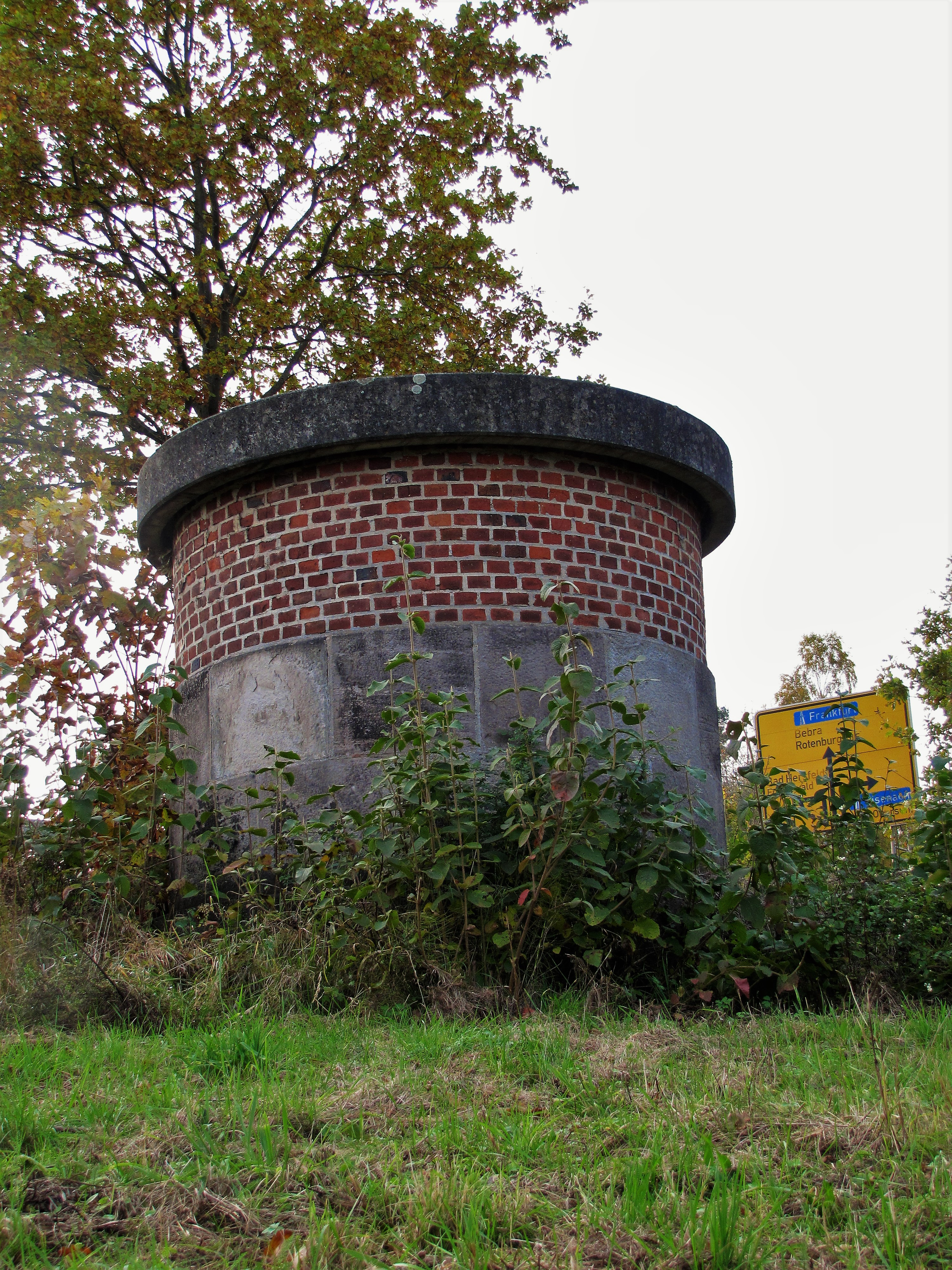
Zweiter noch vorhandener Rauchabzugskamin

Die Tunnelportale sind an beiden Enden gleich – mit jeweils zwei identischen Turmgruppen – gestaltet. Auf dem Bergrücken, über dem Tunnel, gibt es noch zwei zwölfeckige der ursprünglich vier Rauchabzugtürme, die wie Schornsteine geformt sind. Der Tunnel ist ein Kulturdenkmal nach dem Hessischen Denkmalschutzgesetz.
Der Gleismittenabstand beträgt 3,50 m. Die Schienen liegen teils auf Beton- und teils auf Holzschwellen. Die Oberleitung ist eine Sonderbauart mit Doppelfahrdraht und isoliertem Tragseil an den Tunnelstützpunkten. Die Fahrdrahthöhe liegt bei 5,10 m.

## Geschichte
Der Tunnel entstand als Teil der Friedrich-Wilhelms-Nordbahn (Gerstungen–Bebra–Kassel) 1845 bis 1849 durch die belgische Firma Goffard.
Am 13. August 1913 ereignete sich im Tunnel ein schwerer Unfall: Eine Gruppe von Bauarbeitern war zur Seite getreten, um einen Güterzug vorbei zu lassen. Als sie in die Baustelle zurückkehrten, übersahen sie einen in der Gegenrichtung verkehrenden Eilzug. Vier Männer wurden erfasst und starben.
Am 5. Juli 1938 kam es im Tunnel zu einem Auffahrunfall eines Güterzugs auf einen wegen Bremsschadens liegengebliebenen Güterzug, wobei die Unfallfolgen aber über den Sachschaden nicht hinausgingen.
1992 wurde eine vorgesetzte Spritzbetonschale eingebaut. Im Zuge der 1993 begonnenen und 1995 abgeschlossenen Elektrifizierung des Streckenabschnitts zwischen Neudietendorf und Bebra waren im Hönebacher Tunnel besondere Maßnahmen erforderlich. Da das vorhandene Profil aus wirtschaftlichen Gründen nicht verändert werden sollte, konnten konventionelle Oberleitungs-Ausleger mit Isolatoren nicht auf der gesamten Länge des Tunnels eingebaut werden und wurden in den übrigen Abschnitten an der Tunneldecke befestigt. Die Nachspanneinrichtungen befinden sich an den Tunnelportalen. Die Systemhöhe des Doppelfahrdraht-Fahrleitungssystems liegt zwischen 0,50 m und 0,85 m.
Aufgrund des beengten Profils und der damit verbundenen aerodynamischen Verhältnisse konnte der Tunnel in den 1990er Jahren nur mit 120 km/h befahren werden. Er war schließlich zwischen 2000 und 2005 aus Richtung Eisenach nur noch für 90 km/h freigegeben, während er aus Richtung Bebra weiterhin mit 120 km/h befahren werden durfte. Seit der Auswertung einer Messfahrt 2005 war die Höchstgeschwindigkeit des Tunnels beidseitig auf 90 km/h beschränkt. Seit der Sanierung im Herbst 2020 ist der Tunnel wieder mit 120 km/h befahrbar.
Bei einer Regelbegutachtung im Jahr 2013 wurde der Tunnel der Schadensstufe 3 (Schäden und Mängel großen Umfangs) eingestuft.
Vom 26. September bis 30. Oktober 2020 wurden die Gleise, der Schotter und die Entwässerung im Tunnel erneuert. Dafür wurde die Strecke zwischen Faßdorf und Wildeck-Hönebach gesperrt, der Fernverkehr teils großräumig umgeleitet.
2025 werden pro Tag, in Summe beider Richtungen, 64 Züge des Personenfernverkehrs, 36 des Nahverkehrs sowie 112 Güterzüge erwartet.

## Geplanter Neubau
Im Rahmen einer Machbarkeitsstudie wurden zunächst ca. zehn Varianten betrachtet. Davon wurden zwei für die Vorplanung ausgewählt.
Im November 2014 wurde die Planung (zunächst Grundlagenermittlung und Vorplanung) für die Erneuerung des Tunnels europaweit ausgeschrieben. Erwogen wurden der Neubau einer eingleisigen Tunnelröhre mit Erneuerung der bestehenden, ein neuer zweigleisiger Tunnel sowie zwei neue eingleisige Tunnel. Die Entwurfsgeschwindigkeit betrug 160 km/h. Nach Abschluss der Vorplanung wurde als Vorzugsvariante ein zweigleisiger, elektrifizierter Tunnel in Parallellage mit einer festen Fahrbahn als Oberbau empfohlen.
Während der Tunnel mit 160 km/h befahrbar gewesen wäre, hätten die Voreinschnitte nur 120 bzw. 140 km/h zugelassen. Deshalb wurde im November 2017 der Planungsbereich um ca. 700 m auf der Ost- und 1400 m auf der Westseite des Tunnels erweitert, um eine durchgängige Befahrbarkeit des Abschnitts mit 160 km/h als Beitrag für eine im Rahmen des Deutschland-Takts geplante Zielfahrzeit zwischen Erfurt und Fulda von 60 Minuten sicherzustellen. Der siebenmonatige Auftrag hat einen Wert von rund 183.000 Euro. Der Tunnel ist Bestandteil vieler Varianten, einschließlich der Vorzugsvariante, des Projekts ABS/NBS Fulda–Gerstungen.
Der im August 2021 veröffentlichte Entwurf der Infrastrukturliste des Deutschlandtakts sieht nunmehr eine Durchfahrt durch Hönebach mit 160 km/h vor. Der anschließende Streckenabschnitt bis Gerstungen soll auf 200 km/h ausgebaut werden, der Streckenabschnitt westlich des Tunnels auf 230 km/h.